# Reinhold Remmert
Reinhold Remmert, né le 22 juin 1930 à Osnabrück et mort le 9 mars 2016 dans sa ville natale, est un mathématicien allemand. Il fut l'un des principaux spécialistes allemands de l'Après-guerre en analyse complexe.

## Biographie
De 1949 à 1954, Remmert étudia les mathématiques, la logique mathématique et la physique à l'université de Münster. Il y soutint en 1954 une thèse en analyse complexe dirigée par Heinrich Behnke. À partir des années 1950, il contribua de façon essentielle, en partie en collaboration avec Hans Grauert et Karl Stein, au développement de l'analyse complexe à plusieurs variables. Son théorème de l'application propre, qui date de 1957, est célèbre. Après avoir soutenu son habilitation en 1957 à Münster, il obtint en 1960 sa première chaire de professeur, à Erlangen. En 1967, il succéda à Behnke comme professeur à Münster, où il resta jusqu'à son éméritat, en 1995. Remmert fut à maintes reprises professeur invité, par exemple à l'Institute for Advanced Study et à l'Institut des hautes études scientifiques.
Il est l'auteur d'un ouvrage de référence d'analyse complexe en deux volumes, qui contient beaucoup de matériel peu ou pas traité dans de tels manuels et de nombreux renseignements historiques. L'intérêt de Remmert pour l'aspect historique s'est aussi manifesté par son édition de l'œuvre de Kiyoshi Oka.
Remmert est membre de l'Académie bavaroise des sciences, de l'Académie des sciences et des arts de Rhénanie du Nord-Westphalie et de l'Académie autrichienne des sciences et reçut en 1990 le titre de docteur honoris causa de l'université de Bochum.

## Sélection de publications
- Classical Topics in Complex Function Theory, Springer, coll. « GTM » (n° 172), 1998  (ISBN 978-0-387982212)
- avec Peter Ullrich : Elementare Zahlentheorie, Birkhäuser, 1995  (ISBN 978-3-76435197-7)
- avec Georg Schumacher : Funktionentheorie 1, 5e éd., Springer, 2002  (ISBN 978-3-54041855-9)
- avec Georg Schumacher : Funktionentheorie 2, 3e éd., Springer, 2007  (ISBN 978-3-54040432-3)
- avec Hans Grauert : Theorie der Steinschen Räume, Springer, 1977 (en anglais : 1979, 2004)
- avec Hans Grauert : Analytische Stellenalgebren, Springer, 1971
- avec Hans Grauert : Coherent analytic sheaves, Springer, 1984
- avec Karl Stein : « Über die wesentlichen Singularitäten analytischer Mengen », Math. Ann., 1953
- avec Hans Grauert : « Zur Theorie der Modifikationen I », Math. Ann., 1955
- « Projektionen analytischer Mengen », Math. Ann., 1956
- « Meromorphe Funktionen in kompakten komplexen Räumen », Math. Ann., 1956
- avec Hans Grauert : « Konvexität in der komplexen Analysis », Comm. Math. Helvetici, 1956-57
- avec Hans Grauert : « Plurisubharmonische Funktionen in komplexen Räumen », Math. Zeitschrift, 1956
- avec Hans Grauert : « Singularitäten komplexer Mannigfaltigkeiten und Riemannsche Gebiete », Math. Zeitschrift, 1957
- « Holomorphe und meromorphe Abbildungen komplexer Räume », Math. Ann., 1957
- avec Hans Grauert : « Komplexe Räume », Math. Ann., vol. 136, 1958
- avec Karl Stein : « Eigentliche holomorphe Abbildungen », Math. Zeitschrift, 1960
- « Neuere Ergebnisse in der komplexen Analysis », Jahresber. DMV, 1975-76
- « Die Algebraisierung der Funktionentheorie », DMV Mitteilungen, vol. 4, 1993